# San Isidro (Surigao del Norte)
San Isidro ist eine philippinische Stadtgemeinde in der Provinz Surigao del Norte. Sie liegt im Nordosten der Insel Siargao im Osten der Philippinen. San Isidro hat 7325 Einwohner (Zensus 1. August 2015).

## Baranggays
San Isidro ist  administrativ in 12 Baranggays unterteilt:
- Buhing Calipay
- Del Carmen (Pob.)
- Del Pilar
- Macapagal
- Pacifico
- Pelaez
- Roxas
- San Miguel
- Santa Paz
- Santo Niño
- Tambacan
- Tigasao